# 戦争 (FLATBACKERのアルバム)
『戦争』（アクシデント）は、FLATBACKERの1枚目のオリジナル・アルバム。

## 概要
FLATBACKERのデビュー・アルバム。
ヘヴィメタルにパンクやハードコアの要素を取り入れている。
2004年9月22日には、廉価盤として再発売した。
2005年3月16日には、デビュー20周年を記念して、デジタル・リマスタリングを施し、紙ジャケット仕様で再発売した。

## 収録曲
（全作詞：MASAKI / 作曲：SHOYO（#1-3,5,7,8）、TARO（#4,6,9,10） / 全編曲：FLATBACKER）
1. Hard Blow
2. Deathwish
3. ミミズ
4. Dance
5. 追放
6. 宣戦布告
7. Accident
8. Gas
9. なだれ
10. Camouflage